# Голубцов, Владимир Владимирович
Владимир Владимирович Голубцов  (23 января 1856, Санкт-Петербург — 14 марта 1892, село Александровское, Александровская волость, Красноуфимский уезд, Пермская губерния) — русский офицер и предприниматель из пермского дворянского рода Голубцовых, составитель (с В. В. Руммелем) «Родословного сборника русских дворянских фамилий».

## Биография
Родился 23 января 1855 года в Санкт-Петербурге в семье действительного статского советника Владимира Платоновича Голубцова (1832—1887) и Варвары, дочери действительного статского советника А. А. Половцова. 29 января 1872 года назначен пажем, но продолжал воспитываться дома. 29 августа 1873 года поступил в младший специальный класс. 10 августа 1874 года пожалован в камер-пажи с назначением к цесаревичу и через год 4 августа 1875 года из камер-пажей произведён в корнеты Кавалергардского полка. 1 декабря 1876 года тем же чином переведён в Гусарский полк, так как пожелал служить в том же полку, где служили его предки.
27 марта 1877 году произведён в поручики. Вместе с полком принимал участие в русско-турецкой войне, за дело у Телиша (12 октября) награждён орденом Святой Анны 4-й степени с надписью «За храбрость», а за переход через Балканы — орденом святого Станислава 3-й степени с мечами и бантом. В 1878 году произведён в штабс-ротмистры.
20 июля 1880 года по домашним обстоятельствам уволен со службы в отставку в чине ротмистра с мундиром. Выйдя в отставку Голубцов полностью посвятил себя изучению русской генеалогии, геральдике и истории Пермского края.

1 октября 1880 года женился на дочери покойного директора киевского кадетского корпуса С. А. Слуцкого — Анастасии Сергеевне. От этого брака остался сын Владимир (род в с. Голубцовском-Александровском 3 августа 1888 г.).

С 1882 года состоял почётным мировым судьёй Красноуфимского уезда Пермской губернии. В том же 1882 году Голубцов стал печататься в журналах «Русская старина», «Русский архив», а также в «Записках Уральского общества любителей естествознания», др. периодических изданиях. Член Императорского общества любителей древней письменности, Уральского общества любителей естествознания (УОЛЕ), Пермской учёной архивной комиссии.

Любовь к книге питал он с самых ранних лет, благодаря прекрасной библиотеке Голубцовых, в состав которой, в пятидесятых годах, поступила по наследству весьма значительная часть очень богатой библиотеки гр. Завадовских. Обладая знанием языков, а французским в совершенстве В. В. Голубцов с детства привык к чтению самых разнообразных книг из этой библиотеки, особенно полюбив чтение историческое
.

Скончался 14 марта 1892 года. Погребён в фамильном склепе в селе Александровском.

## Работы
Всего его перу принадлежит восемь статей, из которых особый интерес для ураловедов представляет историко-генеалогическая заметка «Князья Великопермские, Пермские и Вымские, 1463—1641 гг.».
Голубцов является автором книги «Пермский некрополь» (Материалы для биографического словаря достопамятных людей Пермского края), над которым он трудился с 1887 г. и до конца жизни. В. В. Голубцов описал 761 захоронение на четырёх кладбищах Перми: Архиерейского дома (описал 180 захоронений), Старом (Успенском) и Новом (Всесвятском) Егошихинских кладбищах и кладбище Успенского женского монастыря.